# Warwerort
Warwerort település Németországban, Schleswig-Holstein tartományban. Lakosainak száma 234 fő (2023. december 31.). Warwerort Oesterdeichstrich, Nordermeldorf és Friedrichsgabekoog községekkel határos.

## Népesség
A település népességének változása:
| Lakosok száma | 113  | 236  | 234  | 242  | 242  | 234  |
|               | 1975 | 2017 | 2019 | 2021 | 2022 | 2023 |